# Ngāi Tahu
Ngāi Tahu oder Kāi Tahu ist ein Iwi (Stamm) der Māori, der vor der Ankunft der Europäer den größten Teil der neuseeländischen Südinsel bewohnte.

## Iwi

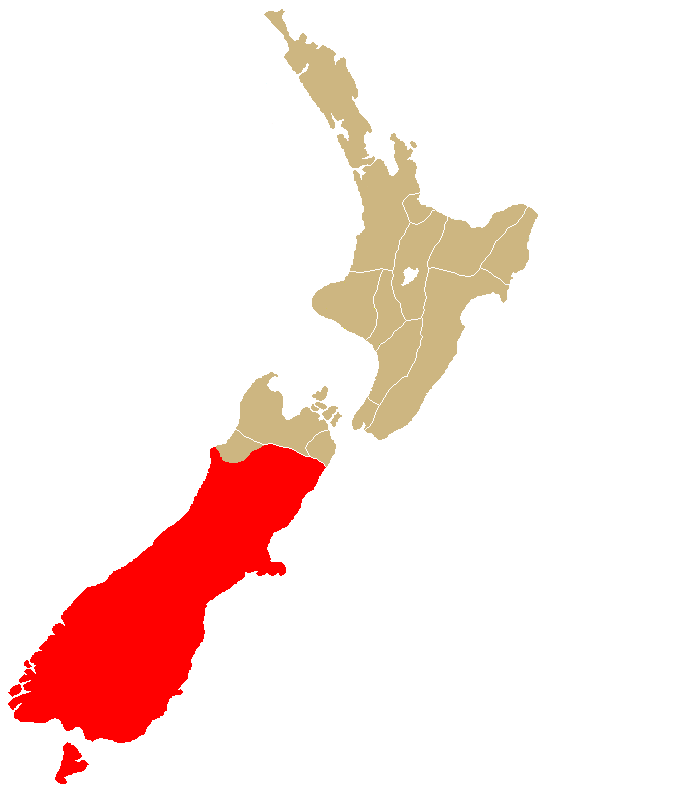
Stammesgebiet der Ngāi Tahu

Ihre takiwā (Stammesgebiet) ist das größte eines Iwis in Neuseeland und reicht von Kaikoura im Norden bis zur Stewart Island im Süden einschließlich der gesamten Westküste der Südinsel. Der Iwi ist verschiedene Runanga/Runaka aufgeteilt, die sich wiederum geographisch definieren.
Die Führung, Te Rūnanga o Ngāi Tahu, befindet sich in Christchurch. Zwei andere Iwi, die Waitaha und die Kāti Māmoe lebten vor Ankunft der Ngāi Tahu auf der Südinsel. Ob sie als eigenständige Gruppen überlebt haben, ist umstritten. Während eine gewisse Zahl Māori explizit sagt, von den Waitaha oder den Kati Mamoe abzustammen, gehen viele andere davon aus, dass sich Gruppen durch Konflikte und gegenseitige Kontakte so vermengt haben, dass sie sich nicht mehr unterscheiden lassen.

## Dialekt
Die Sprache der Ngāi Tahu unterscheidet sich von anderen Dialekten des Māori und wird oft als „südliches Māori“ bezeichnet. Am auffallendsten ist der Ersatz des „ng“ durch ein „k“. Nachdem es lange zugunsten des Standard-Māori zurückgedrängt wurde, hat es sich in den letzten Jahren wieder stärker etabliert. Ein Beispiel dafür ist der Aoraki/Mount Cook, dessen offizieller Name von Aorangi/Mount Cook zu Aoraki/Mount Cook geändert wurde.

## Wirtschaftliche Aktivitäten
Organisiert und dem Dach der Ngai Tahu Holding ist der iwi wirtschaftlich aktiv in den Gebieten des Tourismus, Immobilien und Speisefisch.